# Bourse de Paris

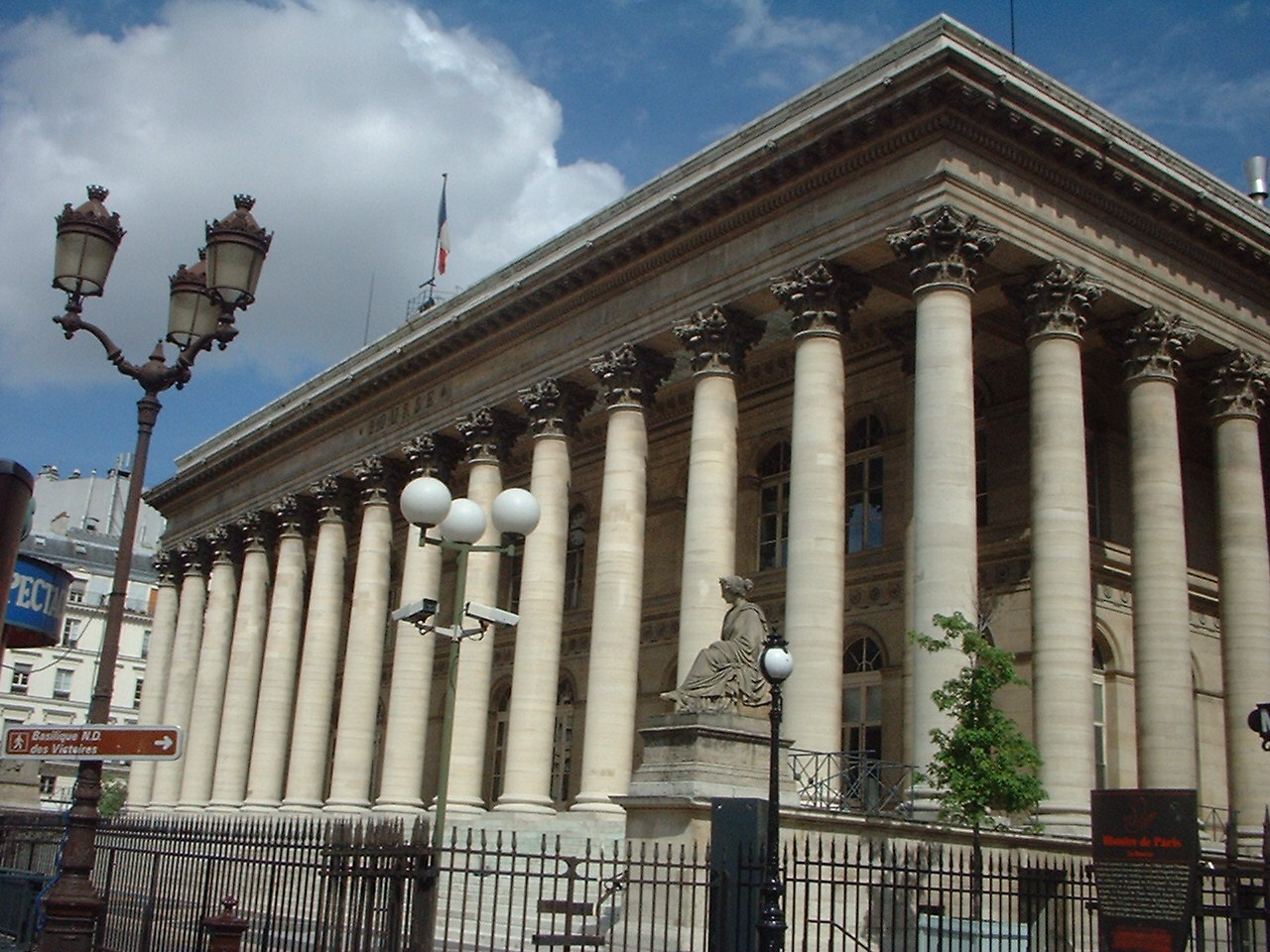
Palatul Brongniart este sediul bursei din Paris

Bourse de Paris (sau Paris Bourse) este singura bursă a Franței. Bursa din Paris este operată din anul 2000 de NYSE Euronext.